# Rodolfo Massi
Rodolfo Massi, nacido el 17 de septiembre de 1965 en Corinaldo, es un ciclista italiano ya retirado. Él ganó una etapa en el Giro de Italia de 1996 y en el Tour de France 1998, pero fue expulsado del Tour después de que sustancias ilegales fueran encontradas en su cuarto de hotel. En el Tour de France de 1990, Massi fue la Lanterne rouge.

## Palmarés
1986
- 1 etapa del Tour de Hainaut Occidental

1994
- Settimana Coppi e Bartali

1996
- 1 etapa del Giro de Italia
- 1 etapa del Giro del Trentino

1997
- Tour du Haut-Var
- 1 etapa de la Vuelta a la Comunidad Valenciana

1998
- Tour del Mediterráneo
- 1 etapa del Critérium Internacional
- 1 etapa del Tour de Francia
- Giro de Calabria, más 1 etapa

2000
- 1 etapa del Gran Premio de Midi Libre

## Resultados en las grandes vueltas
| Carrera         | 1987 | 1988 | 1989 | 1990  | 1991 | 1992 | 1993 | 1994 | 1995 | 1996 | 1997 | 1998 | 1999 | 2000 | 2001 | 2002 | 2003 |
| --------------- | ---- | ---- | ---- | ----- | ---- | ---- | ---- | ---- | ---- | ---- | ---- | ---- | ---- | ---- | ---- | ---- | ---- |
| Giro de Italia  | 24º  | Ab.  | 85.º | 35.º  | -    | 94.º | Ab.  | 37.º | 48.º | 35.º | -    | -    | -    | -    | -    | -    | 68.º |
| Tour de Francia | -    | -    | -    | 156.º | -    | -    | -    | -    | -    | -    | -    | Ab.  | -    | -    | -    | -    | -    |
| Vuelta a España | -    | 36º  | -    | -     | -    | -    | -    | 56.º | -    | -    | 20º  | Ab.  | Ab.  | 34º  | -    | -    | -    |